# Magomed Ozdoïev
Magomed Moustafaïevitch Ozdoïev (en russe : Магомед Мустафаевич Оздоев), né le 5 novembre 1992 à Grozny, est un footballeur international russe d'ethnie ingouche. Il évolue au poste de milieu de terrain au PAOK Salonique.

## Carrière

### En club
Il débute en championnat de Russie le 10 juillet 2010 avec le Lokomotiv Moscou.
À l'été 2014, il est prêté un an avec option d'achat au Rubin Kazan. L'option d'achat est levée.

### En sélection
Il est nommé dans une liste élargie de l'équipe de Russie en vue de l'Euro 2012, mais il n'est finalement pas retenu.
Il fête finalement sa première sélection le 3 septembre 2014, lors d'un match amical contre l'Azerbaïdjan (victoire 4-0).
Magomed Ozdoïev reçoit par la suite deux sélections rentrant dans le cadre des éliminatoires de l'Euro 2016, contre le Liechtenstein (victoire 4-0), puis contre la Moldavie (match nul 1-1).

## Statistiques
| Saison                | Club                     | Championnat           | Championnat | Championnat | Coupe(s) nationale(s) | Coupe(s) nationale(s) | Compétition(s) continentale(s) | Compétition(s) continentale(s) | Compétition(s) continentale(s) | Russie | Russie | Total | Total |
| Saison                | Club                     | Division              | M.          | B.          | M.                    | B.                    | Comp.                          | M.                             | B.                             | M.     | B.     | M.    | B.    |
| 2010                  | Lokomotiv Moscou         | D1                    | 3           | 0           | 1                     | 0                     | -                              | -                              | -                              | -      | -      | 4     | 0     |
| 2011-2012             | Lokomotiv Moscou         | D1                    | 30          | 1           | 2                     | 0                     | C3                             | 7                              | 0                              | -      | -      | 39    | 1     |
| 2012-2013             | Lokomotiv Moscou         | D1                    | 10          | 1           | 1                     | 0                     | -                              | -                              | -                              | -      | -      | 11    | 1     |
| 2013-2014             | Lokomotiv Moscou         | D1                    | 13          | 1           | 1                     | 0                     | -                              | -                              | -                              | -      | -      | 14    | 1     |
| Sous-total            | Sous-total               | Sous-total            | 56          | 3           | 5                     | 0                     | -                              | 7                              | 0                              | -      | -      | 68    | 3     |
| 2014-2015             | Rubin Kazan (prêt)       | D1                    | 29          | 6           | 3                     | 0                     | -                              | -                              | -                              | 6      | 0      | 38    | 6     |
| 2015-2016             | Rubin Kazan              | D1                    | 29          | 2           | 0                     | 0                     | C3                             | 10                             | 0                              | -      | -      | 39    | 2     |
| 2016-2017             | Rubin Kazan              | D1                    | 10          | 0           | 2                     | 0                     | -                              | -                              | -                              | 4      | 1      | 16    | 1     |
| 2017-2018             | Rubin Kazan              | D1                    | 19          | 1           | 2                     | 0                     | -                              | -                              | -                              | 1      | 0      | 22    | 1     |
| Sous-total            | Sous-total               | Sous-total            | 87          | 9           | 7                     | 0                     | -                              | 10                             | 0                              | 11     | 1      | 115   | 10    |
| 2016-2017             | Terek Grozny             | D1                    | 6           | 0           | -                     | -                     | -                              | -                              | -                              | 1      | 0      | 7     | 0     |
| Sous-total            | Sous-total               | Sous-total            | 6           | 0           | -                     | -                     | -                              | -                              | -                              | 1      | 0      | 7     | 0     |
| 2017-2018             | Zénith Saint-Pétersbourg | D1                    | 4           | 0           | -                     | -                     | -                              | -                              | -                              | -      | -      | 4     | 0     |
| 2018-2019             | Zénith Saint-Pétersbourg | D1                    | 16          | 0           | 2                     | 0                     | C3                             | 7                              | 1                              | 3      | 0      | 28    | 1     |
| 2019-2020             | Zénith Saint-Pétersbourg | D1                    | 26          | 3           | 4                     | 0                     | C1                             | 6                              | 1                              | 6      | 2      | 42    | 6     |
| 2020-2021             | Zénith Saint-Pétersbourg | D1                    | 28          | 0           | 2                     | 1                     | C1                             | 5                              | 0                              | 14     | 1      | 49    | 2     |
| 2021-2022             | Zénith Saint-Pétersbourg | D1                    | 13          | 1           | 2                     | 0                     | C1                             | 1                              | 1                              | -      | -      | 16    | 2     |
| Sous-total            | Sous-total               | Sous-total            | 87          | 4           | 10                    | 1                     | -                              | 19                             | 3                              | 23     | 3      | 139   | 11    |
| Total sur la carrière | Total sur la carrière    | Total sur la carrière | 191         | 15          | 16                    | 1                     | -                              | 32                             | 3                              | 35     | 4      | 274   | 23    |

## Palmarès
Zénith Saint-Pétersbourg
- Champion de Russie en 2019, 2020, 2021 et 2022.
- Vainqueur de la Coupe de Russie en 2020.
- Vainqueur de la Supercoupe de Russie en 2020 et 2021.
- Finaliste de la Supercoupe de Russie en 2019.